# Myskovszky Viktor
Myskovszky Viktor (Bártfa, 1838. május 14. – Kassa, 1909. november 2.) művészettörténész, építészmérnök, a Magyar Tudományos Akadémia levelező tagja. A hazai műemlékvédelem egyik úttörője.

## Életútja
Apja lengyel kisnemesi család sarja volt. Szülővárosában kezdte tanulmányait, melyeket többek között Sátoraljaújhelyen, Rozsnyón, Lőcsén folytatott. 1863–1866-ban Budán, majd rövid ideig Bécsben járt műszaki egyetemre. 1866-ban szerezte meg oklevelét, majd rövid ideig Bártfán, 1867–1868-ban Körmöcbányán tanított, 1868-tól 1897-ig a kassai királyi főreáliskolában az ábrázoló mértan és az építészet tanára volt.

## Munkássága
Az 1860-as évektől foglalkozott műemlékvédelemmel, az építészeti örökség művészettörténeti kutatásával. Úttörő jelentőségű szervezőmunkát végzett a veszélyeztetett épületek megmentése, állagmegóvása és restaurálása terén. Több művészettörténeti tárgyú írása jelent meg saját illusztrációkkal, az 1878. évi párizsi világkiállításra kiadott, a középkori és reneszánsz magyarországi művészetet bemutató albuma díszoklevelet és ezüstérmet (Medail d’Argent), kapott. Az 1879. évi székesfehérvári kiállítás aranyérmese, az 1885-ös budapesti országos kiállitáson pedig a nagy éremmel tüntették ki.

## Társasági tagságai
1897. június 3-án, nyugalomba vonulása alkalmából megkapta a Ferencz József-rend lovagkeresztjét.
1880. május 20-án választották a Magyar Tudományos Akadémia levelező tagjává. 1875-től részt vett a Műemékek Országos Bizottságának munkájában.  Az Országos Iparművészeti Múzeum felügyelő bizottságának, a Felsőmagyarországi Múzeum választmányi tagja, a Kassai Kereskedelmi és Iparkamara kültagja, az Országos Magyar Iparművészeti Társulat kassai képviselője, a Kassai Magyar Irodalmi társaság alelnöke.
A bécsi „Central-Comission zur Erforschung und Erhaltung der Kunstdenkmale” és a milanói „Collegio Internationale de Licenze ed arti” tagja.

## Főbb művei
- Harangjaink ismeretéhez. Pest, 1871
- Liptómegye középkori építészeti műemlékei. 1877
- Bártfa középkori műemlékei I–II.] Budapest, 1879–1880
- A Renaissance kezdete és fejlődése, különös tekintettel hazánk építészeti műemlékeire. Budapest, 1881
- Magyarország középkori és renaissance-stilű műemlékei I–V. Bécs, 1885
- Felsőmagyarorszgi régiségek és műemlékek. Budapest, 1895
- Kassa város középkori és renaissance-stílusú műemlékei. Budapest, 1895
- A pusztuló nemzeti műemlékeink megóvása és fenntartása érdekében. Budapest, 1898
- Memorandum pusztuló nemzeti műemlékeink megóvása és fenntartása érdekében; Nauer Ny., Kassa, 1898